# Мяэпеа
Мя́эпеа (эст. Mäepea), ранее также Мя́пеа — деревня на севере Эстонии в волости Куусалу, уезд Харьюмаа.

## География и описание
Расположена в 27 километрах к востоку от Таллина. Расстояние до волостного центра — посёлка Куусалу — 3 км. Высота над уровнем моря — 30 метров.
Климат умеренный.  Официальный язык эстонский. Почтовые индексы — 74638, 74642.

## Население
По данным переписи населения 2021 года, в Мяэпеа проживали 144 человека, из них 138 (95,8 %) — эстонцы.
Численность населения деревни Мяэпеа по данным переписей населения:
| Год  | 1959 | 1970 | 1979 | 1989 | 2000 | 2011  | 2021  |
| ---- | ---- | ---- | ---- | ---- | ---- | ----- | ----- |
| Чел. | 51   | ↗ 57 | ↘ 48 | ↘ 34 | ↗ 55 | ↗ 115 | ↗ 144 |

## История
В письменных источниках 1517 года упоминается Mehenphe, 1586 года — Mehempe, 1637 года — Meepeel (адессив).

## Происхождение топонима
Название деревни состоит из двух слов: mäe + pää (pea) и переводится как «голова горы».

## Комментарии
1. ↑  Эстонские топонимы, оканчивающиеся на -а, не склоняются и не имеют женского рода (исключение — Нарва)[8].